# 建昌 (張琚)
建昌（352年正月—五月）是十六国时期汉中張琚自立的年号，共計5個月。

## 紀年對照表
| 建昌 | 元年  |
| ---- | ----- |
| 西元 | 352年 |
| 干支 | 壬子  |

## 同期存在的其他政權年號
- 中國
  - 皇始（351年－355年）：前秦—秦景明帝苻健之年號
  - 永和（345年－356年）：东晋—晉穆帝司馬聃之年號
  - 建興（317年－353年）：前凉—張重華尊奉東晉之年號
  - 建國（338年－376年）：代—拓跋什翼犍之年號
  - 永興（350年－352年）：冉魏—冉闵之年號

## 深入閱讀
- 李崇智. . 北京: 中華書局. 2004年12月. ISBN 7101025129.